# Jacor
Jacor Communications — американская медиа корпорация, существовавшая с 1987 по 1999 год и владевшая рядом радиостанций. В 1998 году была приобретена «Clear Channel Communications» за 3,4 млрд долл., упразднена в 1999 году.

## История
«Jacor Communications» была основана Терри Джейкобсом в 1979 году., и через два года приобрела три религиозных радиостанции. В июне 1989 года за 5 млн долл. был приобретён кабельный оператор «Telesat Cable» из северного Кентукки, который был продан в мае 1994 года
В 1992 году Федеральная комиссия по связи увеличила число радиостанций в одном городе, которыми может владеть одна компания до 3 радиостанций в формате AM и 3 в FM формате; в 1996 году был принят облегчающий слияния и поглощения телекоммуникационный акт. После этого «Jacor» начала активно покупать радиостанции.
В 1993 году инвестор Сэм Зелл через инвестиционный фонд «Zell Chillmark» приобрёл контрольный пакет акций за 80 млн долл. В мае основатель компании и её CEO Терри Джейкобс покинул «Jacor». Вице-президентом по программированию и COO стал Рэнди Майклс, через год ставший её президентом, а в 1996 году — CEO.
6 февраля 1996 года «Jacor» сообщила о планах приобрести за 152 млн долл. «Noble Broadcast Group Inc.». 13 февраля стало известно о покупке млн. долл. Citicasters. Частью сделки стала покупка телевизионного филиала CBS в Цинциннати WKRC-TV и телестанции WTSP в Тампе, штат Флорида (которая в сентябре была продана «Gannett Co.» в обмен на три радиостанции). В 1997 году была приобретена «Nationwide Communications».
В 1999 году «Jacor» была продана «Clear Channel Communications» за 3,4 млрд долл., из которых 1,2 млрд ушли на покрытие имевшихся долгов. К этому моменту «Jacor» был третьим в стране по размеру оператором синдицированного радио, владевшим 230 радиостанциями и радиосетью Premiere Networks (где выходили программы Раша Лимбо и Лоры Шлессинджер). В дальнейшем компания вошла в состав IHeartMedia.